# Phygadeuon atropos
Phygadeuon atropos är en stekelart som beskrevs av Joseph Kriechbaumer 1892. Phygadeuon atropos ingår i släktet Phygadeuon och familjen brokparasitsteklar. Inga underarter finns listade i Catalogue of Life.